# Circondario di Stollberg
Il circondario di Stollberg (ted. Landkreis Stollberg) era un circondario tedesco, esistito fino al 2008. Era parte del Land della Sassonia; la sede amministrativa era posta nella città di Stollberg/Erzgebirge.

## Storia

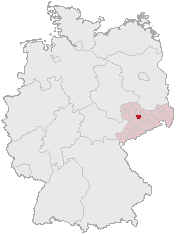
Posizione del circondario in Germania (2008)

Il 1º agosto 2008 fu unito con i circondari di Annaberg, Aue-Schwarzenberg e Monti Metalliferi Centrali, a formare il nuovo circondario dei Monti Metalliferi.

## Suddivisione (al 31 luglio 2008)

### Città
- Oelsnitz
- Thalheim

### Comuni
- Hohndorf
- Jahnsdorf/Erzgeb.
- Neukirchen

### Comunità amministrative
- Verwaltungsgemeinschaft Auerbach-Burkhardtsdorf-Gornsdorf, con i comuni:
  - Auerbach
  - Burkhardtsdorf
  - Gornsdorf

- Verwaltungsgemeinschaft Lugau (Erzgebirge), con i comuni:
  - Erlbach-Kirchberg
  - Lugau/Erzgeb. (città)
  - Niederwürschnitz

- Verwaltungsgemeinschaft Stollberg (Erzgebirge), con i comuni:
  - Niederdorf
  - Stollberg/Erzgebirge (città)

- Verwaltungsgemeinschaft Zwönitz-Hormersdorf, con i comuni:
  - Hormersdorf
  - Zwönitz (città)